# Otto Wucherer

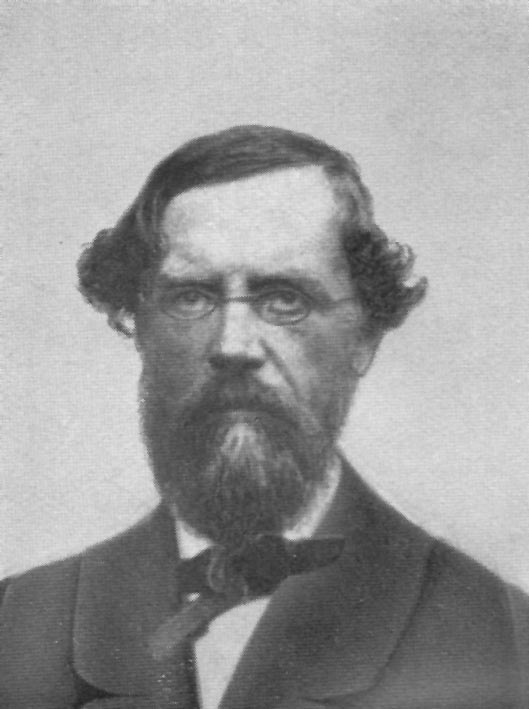
Otto Wucherer, undatierte Fotografie

Otto Eduard Heinrich Wucherer (* 7. Juli 1820 in Porto, Portugal; † 7. Mai 1873 in Bahia, Brasilien) war ein deutsch-brasilianischer Arzt, der den Erreger der Tropenkrankheit lymphatische Filariasis (tropische Elephantiasis) entdeckte. Der Erreger Wuchereria bancrofti ist nach ihm und dem australischen Arzt Joseph Bancroft benannt.

## Leben
Otto Wucherer wurde als Sohn eines deutschen Kaufmanns und dessen niederländischer Frau in Porto in Portugal geboren, seine Familie wanderte später nach Brasilien aus. Seine schulische Ausbildung erhielt er in Hamburg, nach dem Tod des Vaters arbeitete er dort in einer Apotheke. Er studierte bis 1841 an der Universität Tübingen Medizin und wurde bei Ferdinand Gottlieb von Gmelin promoviert (De mutationibus quas syphilis ejusque medendae ratio subiit). Er war in London klinisch tätig, anschließend siedelte er nach Portugal und 1843 nach Brasilien um. 1847 ließ er sich in Salvador da Bahia als Arzt der deutschen Kolonie nieder. Neben seiner Praxis war er auch im örtlichen Krankenhaus tätig und gehörte zu den Gründern der Zeitschrift Gazeta Médica da Bahia. Sein Interesse galt der Parasitologie, er wies als Erster in Brasilien Hakenwürmer nach. 1866 entdeckte er den später nach ihm und Joseph Bancroft benannten Fadenwurm Wuchereria bancrofti, den Erreger der lymphatische Filariasis (tropische Elephantiasis) im Urin eines Patienten. Sein Interesse galt auch den Giftschlangen der Region. Sowohl wissenschaftlich als auch in sozialmedizinischen Fragestellungen war Wucherer stark von den Schriften Rudolf Virchows beeinflusst.
1871 kehrte er nach Deutschland zurück und lebte mit seiner Familie in Stuttgart. Im Januar 1873 war Wucherer aus wirtschaftlichen Gründen gezwungen, allein nach Brasilien zurückzukehren, wo er am 7. Mai verstarb.
Wucherer war zweimal verheiratet, seine erste Frau starb am Gelbfieber, mit seiner zweiten Frau hatte er einen Sohn.